# Carl Fredrik Liljevalch den yngre
Carl Fredrik Liljevalch, född 29 juli 1837 i Stockholm, död 24 april 1909 på sin egendom Saltskog gård i Saltskog utanför Södertälje, var en svensk industriman och donator. Carl Fredrik Liljevalch var son till Carl Fredrik Liljevalch den äldre och Margareta de la Rose och bror till Edward O. Liljewalch.

## Biografi
Carl Fredrik Liljevalch hade bland annat anställning vid Lars Johan Hiertas kontor i Stockholm och fullbordade sin affärsutbildning under en flerårig vistelse i Storbritannien. Efter återkomsten till Sverige ägnade han sin verksamhet först åt tillgodogörandet av de norrländska skogsrikedomarna. Sammanförandet av det stora Bergviksbolaget blev den främsta frukten av hans arbete på detta område. Han blev disponent vid Bergviks sågverk.
För utnyttjandet av de mellansvenska fosforhaltiga järnmalmerna bildade han sedan tillsammans med engelska kapitalister Grängesbergs gruvaktiebolag samt förvärvade aktiemajoriteten i järnvägarna från Grängesberg till Oxelösund, som sedermera sammanslöts i det bekanta Trafikaktiebolaget Grängesberg-Oxelösund med Liljevalch som den förnämsta drivkraften.
Vid sidan av denna ekonomiska verksamhet var Liljevalch en av initiativtagarna till grundandet av Biologiska museet i Stockholm och någon tid före sin död skänkte han medel till inrättandet av liknande museer:  Biologiska museet, Uppsala och Biologiska museet, Södertälje.
Liljevalch donerade genom sina testamentariska dispositioner, förutom betydande egendomar i Norrland, omkring 1,5 miljoner kronor i dåtidens pengavärde till allmänna ändamål. Sålunda testamenterade Liljevalch bland annat 200 000 kronor vardera till följande institutioner: Sveriges kontoristförening, Handelshögskolan i Stockholm, Stockholms högskola och Uppsala universitet. Till Jämtlands läns hushållningssällskap donerade Carl Fredrik Liljevalch, jämte 150 000 kronor, all sin fasta och lösa egendom inom Medstugans by i Åre socken. Enligt donators bestämmelse ska denna egendom utgöra en mönstergård för traktens hemmansägare. Hans kvarlåtenskap användes även till grundandet av Liljevalchs konsthall i Stockholm.